# Кертленд (Нью-Мексико)
Кертленд (англ. Kirtland) — переписна місцевість (CDP) в США, в окрузі Сан-Хуан штату Нью-Мексико. Населення — 585 осіб (2020).

## Географія
Кертленд розташований за координатами 36°44′56″ пн. ш. 108°20′42″ зх. д. / 36.74889° пн. ш. 108.34500° зх. д. (36.749004, -108.345059).  За даними Бюро перепису населення США в 2010 році переписна місцевість мала площу 37,66 км², з яких 36,80 км² — суходіл та 0,86 км² — водойми. В 2017 році площа становила 4,80 км², з яких 4,69 км² — суходіл та 0,11 км² — водойми.

## Демографія
Згідно з переписом 2010 року, у переписній місцевості мешкало 7875 осіб у 2426 домогосподарствах у складі 1929 родин. Густота населення становила 209 осіб/км².  Було 2650 помешкань (70/км²).
Расовий склад населення:
| - 52,1 % — корінних американців - 38,6 % — білих - 0,4 % — чорних або афроамериканців - 0,3 % — вихідців з тихоокеанських островів - 0,3 % — азіатів - 4,1 % — осіб інших рас |

До двох чи більше рас належало 4,3 %. Частка іспаномовних становила 11,3 % від усіх жителів.
За віковим діапазоном населення розподілялося таким чином: 31,2 % — особи молодші 18 років, 60,4 % — особи у віці 18—64 років, 8,4 % — особи у віці 65 років та старші. Медіана віку мешканця становила 30,9 року. На 100 осіб жіночої статі у переписній місцевості припадало 101,9 чоловіків;  на 100 жінок у віці від 18 років та старших — 98,1 чоловіків також старших 18 років.
Середній дохід на одне домашнє господарство  становив 68 538 доларів США (медіана — 61 563), а середній дохід на одну сім'ю — 67 119 доларів (медіана — 67 422). Медіана доходів становила 40 459 доларів для чоловіків та 36 010 доларів для жінок. За межею бідності перебувало 12,7 % осіб, у тому числі 15,5 % дітей у віці до 18 років та 8,4 % осіб у віці 65 років та старших.
Цивільне працевлаштоване населення становило 2674 особи. Основні галузі зайнятості: освіта, охорона здоров'я та соціальна допомога — 26,9 %, транспорт — 16,3 %, роздрібна торгівля — 9,6 %, будівництво — 8,3 %.